# NGC 37
NGC 37 (ook wel PGC 801, ESO 149-22 of AM 0007-571) is een lensvormig sterrenstelsel in het sterrenbeeld Phoenix.
NGC 37 werd op 2 oktober 1836 ontdekt door de Britse astronoom John Herschel.